# Harry Martinson

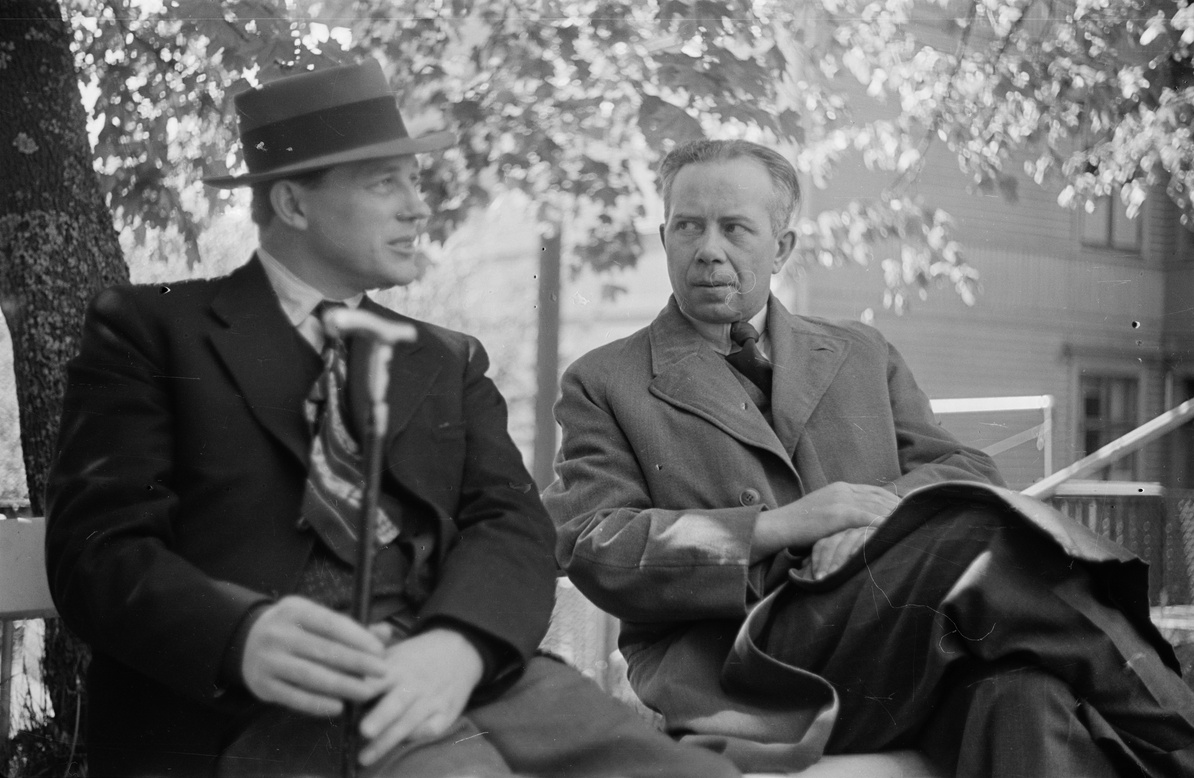
Harry Martinson (esquerda) e Ivar Lo-Johansson

Harry Martinson (Jämshög, 6 de maio de 1904 – Estocolmo, 11 de fevereiro de 1978) foi um escritor e poeta sueco, originário da província de Blekinge no sudeste da Suécia.
Harry Martinson teve uma infância pobre e difícil, por ele retratada nos seu romances Nässlorna blomma e 
Vägen ut. Outro romance - Vägen till Klockrike de 1948 - foi um êxito literário e comercial. A sua obra mais famosa é todavia o romance Aniara de 1956, no qual o planeta Terra está a caminho da destruição por uma guerra nuclear e os seus habitantes são transferidos para Marte. Uma das naves espaciais para transportar os refugiados - a "Aniara" - sai do seu curso e perde-se no Universo. 
Em 1949 foi eleito membro da Academia Sueca e recebeu o Nobel de Literatura de 1974, juntamente com o seu compatriota Eyvind Johnson, o que constituiu uma escolha controversa na altura, uma vez que ambos estavam no júri e Graham Greene, Saul Bellow e Vladimir Nabokov eram os favoritos para o prémio desse ano.

### Novelas
- Vägen till Klockrike
- Nässlorna blomma
- Vägen ut

### Ensaios
- Svärmare och harkrank
- Midsommardalen
- Det enkla och det svåra
- Utsikt från en grästuva
- Verklighet till döds
- Den förlorade jaguaren
- Resor utan mål

### Poemas
- Spökskepp
- Nomad
- Passad
- Cikada
- Aniara
- Gräsen i Thule
- Vagnen
- Dikter om ljus och mörker
- Tuvor

### Peças de rádio
- Gringo
- Salvation
- Lotsen från Moluckas

### Peças de teatro
- Tre knivar från Wei